# Xã Emery, Quận McCook, South Dakota
Xã Emery (tiếng Anh: Emery Township) là một xã thuộc quận McCook, tiểu bang Nam Dakota, Hoa Kỳ. Năm 2010, dân số của xã này là 89 người.